# Xestia fennica
Xestia fennica is een vlinder uit de familie uilen (Noctuidae). De wetenschappelijke naam is voor het eerst geldig gepubliceerd in 1936 door Brandt.
De soort komt voor in Europa.